# سید جلیل سیدزاده
جلیل سیدزاده یزدی (زادهٔ ۱۳۱۹– درگذشتهٔ ۱۳۷۶) سیاستمدار اهل ایران است که نماینده کرمانشاه در سه دوره اول مجلس شورای اسلامی و استاندار هرمزگان و تهران بود.

## زندگی
سیدزاده یزدی در سال ۱۳۱۹ خورشیدی در کرمانشاه متولد شد. او در همان شهر تا مقطع دیپلم تحصیل کرد و سپس در دانشگاه جندی شاپور اهواز، کارشناسی و کارشناسی ارشد خود را در رشتهٔ ریاضیات دریافت کرد. او در مدت حضور در کرمانشاه و اهواز، علاوه بر تحصیل و تدریس ریاضیات، به برگزاری جلسات آموزش قرآن و اخلاق اسلامی نیز می‌پرداخت.

## فعالیت سیاسی
پس از انقلاب ۱۳۵۷ او مدیرکل آموزش و پرورش استان کرمانشاه شد.
او سپس در انتخابات میان دوره‌ای مجلس اول شورای اسلامی از حوزۀ انتخابیۀ کرمانشاه به مجلس راه یافت. او سه دورۀ پیاپی نمایندهٔ حوزۀ انتخابیۀ کرمانشاه در مجلس شورای اسلامی بود.
سپس مدت کوتاهی در دورهٔ وزارت محمدعلی نجفی، معاون وزیر آموزش و پرورش شد؛ اما اندکی بعد و در سال ۱۳۷۱ به استانداری هرمزگان منصوب شد و دو سال در این سمت فعالیت کرد.
سیدزاده یزدی همچنین از سال ۱۳۷۳ تا ۱۳۷۶ شمسی استاندار تهران بود.

## مرگ
او در ششم شهریور ۱۳۷۶، بر اثر نارسایی قلبی درگذشت و در تهران به خاک سپرده شد. قبر او در بهشت زهرا، قطعهٔ ۱۰۳، ردیف ۴۸ است.